# Rodzinka.pl
Rodzinka.pl – polski serial komediowy w reżyserii Patricka Yoki, emitowany od 2 marca 2011 do 3 maja 2020 oraz ponownie od 6 września 2025 roku na antenie TVP2, oparty na kanadyjskim serialu Les Parent.

## Produkcja
Produkcja pierwszej serii ruszyła 16 listopada 2010, a skończyła się 11 lutego 2011. Pod koniec marca 2011 została potwierdzona druga seria serialu, której produkcja ruszyła 19 maja 2011, a skończyła we wrześniu 2011. Na antenę TVP2 serial wrócił 7 września 2012. Przerwa w jej emisji wiązała się m.in. z obowiązkiem szkolnym dziecięcych aktorów. Realizacja trzeciej serii rozpoczęła się 6 marca 2012, a skończyła się 10 listopada tego samego roku.
W czasie trwania zdjęć do 3. serii serialu podjęto decyzję, że zostanie zrealizowana 4. seria, której produkcja rozpoczęła się 20 listopada 2012, a zakończyła się 7 maja 2013. Produkcja 5. serii rozpoczęła się 8 maja 2013, a zakończyła się 30 października tego samego roku. Przy okazji emisji 5. serii serialu rozpoczęto również emisję miniserialu pt. Boscy w sieci.
30 października 2013 produkcja TVP potwierdziła, że zrealizuje 6. serię serialu. Produkcja miała ruszyć 19 maja, a premiera była planowana na jesień 2014, jednak kilka dni przed rozpoczęciem produkcji ogłoszono, że z powodu ciąży Małgorzaty Kożuchowskiej produkcja 6. serii została przesunięta na koniec 2014, a emisja na wiosnę 2015.
20 lutego 2020 Telewizja Polska ogłosiła, że poinformowała aktorów i producentów o zakończeniu produkcji serialu, w konsekwencji czego wiosną 2020 została wyemitowana ostatnia, 16. seria, której finałowy odcinek wyemitowano 3 maja 2020. Ostatni odcinek zawierał montaż wpadek z planu. W 2024 r. pojawiła się informacja o kontynuacji serialu. Prace nad kolejnymi dwoma sezonami Rodzinki.pl rozpoczęły się w lutym 2025 roku.

## Fabuła
Serial opowiada o Boskich, pięcioosobowej rodzinie mieszkającej w Warszawie. Panią domu jest Natalia (Małgorzata Kożuchowska), szefowa wydawnictwa pism kobiecych. Jej mężem jest Ludwik (Tomasz Karolak), architekt. Razem wychowują trzech synów: Tomka (Maciej Musiał), Kubę (Adam Zdrójkowski) i Kacpra (Mateusz Pawłowski).

## Obsada
| Aktor                  | Rola                         | Seria |
| ---------------------- | ---------------------------- | ----- |
| Małgorzata Kożuchowska | Natalia Boska                | od 1  |
| Tomasz Karolak         | Ludwik Boski                 | od 1  |
| Maciej Musiał          | Tomek Boski                  | od 1  |
| Adam Zdrójkowski       | Kuba Boski                   | od 1  |
| Mateusz Pawłowski      | Kacper Boski                 | od 1  |
| Olga Kalicka           | Magda Boska                  | od 2  |
| Emma Pokromska         | Maja Boska                   | od 17 |
| Agata Kulesza          | Marysia                      | od 1  |
| Jacek Braciak          | Marek Nawrocki               | od 1  |
| Magdalena Stużyńska    | Viola                        | od 3  |
| Emilia Dankwa          | Zosia Zalewska               | od 3  |
| Julia Wieniawa         | Paula Nowak                  | od 5  |
| Helena Englert         | Sonia                        | od 17 |
| Adam Sikora            | Filip, kolega Kuby           | 3–16  |
| Wiktoria Gąsiewska     | Agata Matuszkiewicz          | 2–16  |
| Krzysztof Dracz        | Jan, ojciec Magdy            | 12–16 |
| Agnieszka Wosińska     | Beata, matka Magdy           | 12–16 |
| Daniel Dziorek         | Bolo                         | 3–16  |
| Witold Sosulski        | Antek                        | 3–10  |
| Jan Raubo              | Maciek                       | 4–10  |
| Halina Skoczyńska      | Janina Lipska, matka Natalii | 1–8   |
| Michał Grudziński      | Zenon Lipski, ojciec Natalii | 1–8   |

### Bohaterowie
- Natalia Boska z d. Lipska (ur. 1970[8]) – szefowa wydawnictwa pism kobiecych, żona Ludwika.
- Ludwik Jerzy Boski (ur. 2 maja 1964 w Pabianicach[9] lub w sylwestra 1973 w Mielnie[10]) – architekt, mąż Natalii, syn Edwarda i Celiny (odc. 115).
- Tomasz Boski (ur. ok. 1996 lub później) – najstarszy syn Natalii i Ludwika, brat Kuby i Kacpra. Mąż Magdy i tata Mai.
- Kuba Boski (ur. 1 lutego 2000) – średni syn Natalii i Ludwika, brat Tomka i Kacpra.
- Kacper Boski (ur. w 2003 lub 2004) – najmłodszy syn Natalii i Ludwika, brat Tomka i Kuby.
- Magda Boska – w seriach 2–5, od 7 dziewczyna, a później narzeczona i żona Tomka. Mama Mai.
- Maja Boska (ur. 3 maja 2020) – córka Tomka i Magdy.
- Marysia – przyjaciółka rodziny.
- Marek Nawrocki – przyjaciel rodziny.
- Janina i Zenon Lipscy – rodzice Natalii.
- Filip – przyjaciel Kuby.
- Zosia Zalewska – przyjaciółka Kacpra.
- Antek – przyjaciel Kacpra.
- Bartek – przyjaciel Kacpra w seriach 3–4.
- Bolo, właśc. Bolebor – kolega Tomka.
- Maciek – kolega Tomka.
- Paula – dziewczyna Kuby w seriach 5-12.
- Agata Matuszkiewicz – dziewczyna Kuby w seriach 2-4, w innych seriach koleżanka.
- Viola - przyjaciółka rodziny.
- Jan – ojciec Magdy.
- Beata – mama Magdy.

## Spis serii
| Seria | Sezon       | Odcinki      | Premiera serii   | Finał serii       | Pora emisji     | Średnia oglądalność |
| ----- | ----------- | ------------ | ---------------- | ----------------- | --------------- | ------------------- |
| 1.    | wiosna 2011 | 1–26 (26)    | 2 marca 2011     | 25 maja 2011      | środa 20.45     | 3 241 722           |
| 2.    | jesień 2011 | 27–52 (26)   | 7 września 2011  | 7 grudnia 2011    | środa 20.45     | 3 098 283           |
| 3.    | jesień 2012 | 53–78 (26)   | 7 września 2012  | 30 listopada 2012 | piątek 20.45    | 2 243 238           |
| 4.    | wiosna 2013 | 79–104 (26)  | 1 marca 2013     | 7 czerwca 2013    | piątek 20.45    | 1 833 921           |
| 5.    | jesień 2013 | 105–130 (26) | 6 września 2013  | 6 grudnia 2013    | piątek 20.45    | 1 942 487           |
| 6.    | wiosna 2015 | 131–156 (26) | 6 marca 2015     | 5 czerwca 2015    | piątek 21.05    | 1 405 261           |
| 7.    | jesień 2015 | 157–169 (13) | 11 września 2015 | 4 grudnia 2015    | piątek 21.05    | 1 362 521           |
| 8.    | wiosna 2016 | 170–182 (13) | 4 marca 2016     | 3 czerwca 2016    | piątek 21.40    | 1 256 127           |
| 9.    | jesień 2016 | 183–195 (13) | 2 września 2016  | 2 grudnia 2016    | piątek 21.40    | 1 227 157           |
| 10.   | wiosna 2017 | 196–208 (13) | 3 marca 2017     | 2 czerwca 2017    | piątek 21.40    | 1 216 306           |
| 11.   | jesień 2017 | 209–225 (17) | 8 września 2017  | 15 grudnia 2017   | piątek 21.40    | 1 386 697           |
| 12.   | wiosna 2018 | 226–239 (14) | 2 marca 2018     | 8 czerwca 2018    | piątek 21.40    | 1 084 291           |
| 13.   | jesień 2018 | 240–252 (13) | 14 września 2018 | 7 grudnia 2018    | piątek 21.40    | 1 126 934           |
| 14.   | wiosna 2019 | 253–265 (13) | 8 marca 2019     | 7 czerwca 2019    | piątek 21.40    | 939 622             |
| 15.   | jesień 2019 | 266–278 (13) | 8 września 2019  | 1 grudnia 2019    | niedziela 16.30 | 916 654             |
| 16.   | wiosna 2020 | 279–287 (9)  | 1 marca 2020     | 3 maja 2020       | niedziela 16.20 | 857 397             |
| 17.   | jesień 2025 | od 288       | 6 września 2025  |                   | sobota 20.00    |                     |